# Скотт, Дебрали
Дебрали Скотт (англ. Debralee Scott; 2 апреля 1953, Элизабет, Нью-Джерси — 5 апреля 2005, Амилия, Флорида) — американская комедийная актриса кино и телевидения.

## Биография
Дебрали Скотт родилась 2 апреля 1953 года в городе Элизабет (штат Нью-Джерси, США). Отец — Уильям Генри Скотт-младший (1914—1993), мать — Мэрион Джонс (1916—1993). У Дебрали были две старшие сестры: Джери и Кэрол Энн (1937—2006; стала продюсером и художником по костюмам; после брака поменяла имя на Скотт Бушнелл). После окончания средней школы переехала в городок Стродсберг в штате Пенсильвания, где поступила в старшую школу и была чирлидершей. После окончания старшей школы переехала в Сан-Франциско, где к тому времени уже обосновались и стали работать в кинематографической области обе её сестры. С 1971 года начала сниматься в кинофильмах, с 1973 года — в телефильмах и телесериалах. Её карьера продолжалась 18 лет, за которые она появилась в 31 фильмах и сериалах. В 1976—1981 годах была частой гостьей различных ток-шоу и участницей телеигр. В конце 1980-х годов Скотт перестала сниматься и стала менеджером по талантам нью-йоркской компании «Уполномоченные художники» (англ. Empowered Artists). В 2000 году разово вернулась на телеэкраны: она снялась в роли самой себя в одном документальном телефильме и одном эпизоде одного документального сериала.
11 сентября 2001 года погиб жених Скотт, после чего она стала много пить, и в итоге у неё развился цирроз печени. В марте 2005 года Скотт переехала в городок Амилия-Айленд (штат Флорида), чтобы ухаживать за своей сестрой Кэрол, у которой к тому времени начались серьёзные проблемы со здоровьем. Вскоре после прибытия Дебрали неожиданно упала в обморок и впала в кому на несколько дней. 31 марта она очнулась, ей сделали небольшую операцию на глазу, а 2 апреля, в 52-й день её рождения, выписали. Три дня спустя она прилегла отдохнуть и умерла во сне. Было проведено вскрытие, но конкретной причины смерти указано не было, тело актрисы кремировали.

### Личная жизнь
В 1988 году Скотт вышла замуж за малоизвестного актёра Дэвида Беккера (род. 1958). Брак окончился разводом, от него остался ребёнок.
В конце 1995 года Скотт в баре познакомилась с Джоном Деннисом Леви, который работал полицейским в Портовом управлении Нью-Йорка и Нью-Джерси. Их отношения продолжались долгое время, и летом 2001 года мужчина наконец сделал Скотт предложение. Свадьба была запланирована на март 2002 года, однако 11 сентября 2001 года Леви находился в Южной башне ВТЦ и погиб.

## Избранная фильмография

### Широкий экран
В титрах указана
- 1973 — Американские граффити / American Graffiti — девушка Боба Фальфы
- 1974 — Наше время[англ.] / Our Time — Энн Элден
- 1974 — Безумный мир Джулиуса Врудера[англ.] / The Crazy World of Julius Vrooder — сестра
- 1975 — Реинкарнация Питера Прауда[англ.] / The Reincarnation of Peter Proud — Сьюзи
- 1982 — Ад кромешный[англ.] / Pandemonium — Сэнди
- 1984 — Полицейская академия / Police Academy — миссис Фэклер
- 1986 — Полицейская академия 3: Переподготовка / Police Academy 3: Back in Training — курсант Фэклер

В титрах не указана
- 1971 — Грязный Гарри / Dirty Harry — Энн Мэри Дикон, убитая обнажённая 14-летняя девочка
- 1972 — Бабочки свободны / Butterflies Are Free — девушка в начальных титрах
- 1974 — Землетрясение / Earthquake — Кэти (в ТВ-версии)

### Телевидение
- 1975 — Двигаясь вперёд[англ.] / Movin' On — Эми Смит (в эпизоде Weddin' Bells)
- 1975 — Секреты Изиды[англ.] / The Secrets of Isis — Дженни (в эпизоде Spots of the Leopard)
- 1975 — Озарение[англ.] / Insight — Энн Харрис (в эпизоде The Prodigal Father)
- 1975, 1978 — С возвращением, Коттер[англ.] / Welcome Back, Kotter — Розали «Горячая» Тотси (в 5 эпизодах)
- 1976 — Гиббсвилл[англ.] / Gibbsville — Эллен (в эпизоде Saturday Night)
- 1976—1977 — Мэри Хартман, Мэри Хартман[англ.] / Mary Hartman, Mary Hartman — Кэти Шамуэй (в 325 эпизодах)
- 1977—1978 — Фернвуд навсегда / Forever Fernwood — Кэти Шамуэй (в 130 эпизодах)
- 1978 — Лодка любви / The Love Boat — Джейн Коул (в эпизоде A Very Special Girl / Until the Last Goodbye / The Inspector[англ.])
- 1979 — Надежда семьи Райан[англ.] / Ryan's Hope — няня (в 3 эпизодах)
- 1979—1980 — Энджи[англ.] / Angie — Мари Фалько (в 36 эпизодах)

### В роли самой себя
- 1976 — Вечернее шоу с Джонни Карсоном / The Tonight Show Starring Johnny Carson — в выпуске от 29 января
- 1976 — Голливудские квадраты[англ.] / Hollywood Squares — в 8 выпусках
- 1976 — Розыгрыши знаменитостей[англ.] / Celebrity Sweepstakes — в выпуске от 1 октября
- 1976—1980 — Пирамида / Pyramid — в 54 выпусках
- 1976—1981 — Игра на совпадение[англ.] / Match Game — в 69 выпусках
- 1979 — Шоу Майка Дугласа[англ.] / The Mike Douglas Show — в выпуске #19.20
- 1979—1980 — Семейное противостояние[англ.] — в 2 выпусках
- 1979—1981 — Пароль плюс[англ.] / Password Plus — в 31 выпуске
- 1980 — Цепная реакция[англ.] / Chain Reaction — в 10 выпусках
- 1980 — Доброе утро, Америка / Good Morning America — в выпуске от 14 апреля
- 2000 — E! Правдивая голливудская история / E! True Hollywood Story — в эпизоде Welcome Back, Kotter